# 1977-es magyar atlétikai bajnokság
Az 1977-es magyar atlétikai bajnokság a 82. bajnokság volt. Megszűntek az ügyességi számokban a csapatversenyek 1991-ig, és ideiglenesen női futócsapat versenyt rendeztek.

## Helyszínek
- mezei bajnokság: március 27., Dunakeszi, lóversenypálya
- 50 km-es gyaloglás: május 15., Debrecen, Nagyerdő
- váltóbajnokság: május 28–29., Népstadion
- összetett bajnokság: július 4–5., Népstadion
- 20 km-es gyaloglás: július 24., Szolnok, Tiszaliget
- pályabajnokság: augusztus 26–28., Népstadion
- maraton: szeptember 11., Szolnok, járműjavító üdülő – Martfű – Tiszaligeti stadion.
- futó csapatbajnokság: szeptember 17., Budapest, lóversenypálya

## Eredmények

### Férfiak
| Versenyszám            | Arany                                                                                    | Arany      | Ezüst                                                                          | Ezüst      | Bronz                                                                     | Bronz      |
| ---------------------- | ---------------------------------------------------------------------------------------- | ---------- | ------------------------------------------------------------------------------ | ---------- | ------------------------------------------------------------------------- | ---------- |
| 100 m                  | Gresa Lajos Ferencvárosi TC                                                              | 10,69      | Tatár István Bp. Honvéd                                                        | 10,85      | Lépold Endre Pécsi MSC                                                    | 10,89      |
| 200 m                  | Nagy István Hevesi SE                                                                    | 21,33      | Lépold Endre Pécsi MSC                                                         | 21,46      | Babáj László Debreceni MTE                                                | 21,49      |
| 400 m                  | Hornyacsek Nándor Újpesti Dózsa                                                          | 47,24      | Paróczai András Szolnoki MÁV                                                   | 47,36      | Magyar Gyula Bp. Honvéd                                                   | 47,63      |
| 800 m                  | Zemen János Újpesti Dózsa                                                                | 1:49,96    | Paróczai András Szolnoki MÁV                                                   | 1:50,05    | Ötvös Imre Ferencvárosi TC                                                | 1:50,21    |
| 1500 m                 | Zemen János Újpesti Dózsa                                                                | 3:39,7     | Ötvös Imre Ferencvárosi TC                                                     | 3:40,2     | Hrenek János Ferencvárosi TC                                              | 3:40,8     |
| 5000 m                 | Kispál László Komlói Bányász                                                             | 13:53,0    | Kerékjártó István Újpesti Dózsa                                                | 13:59,5    | Mohácsi Péter MTK-VM                                                      | 14:00,0    |
| 10 000 m               | Kerékjártó István Újpesti Dózsa                                                          | 29:17,7    | Szekeres János Bp. Honvéd                                                      | 29:20,5    | Szekeres Ferenc Csepel SC                                                 | 29:22,0    |
| 4 × 100 m              | Bagyura József Magyar Gyula Katona Gábor Tatár István Bp. Honvéd                         | 41,0       | Kovács Gyula Nagy Tibor Salánki József Babály László Debreceni MTE             | 41,3       | Keszthelyi László Varga János Solymossy Attila Lépold Endre Pécsi MSC     | 41,4       |
| 4 × 200 m              | Vass László Szemeti Gyula Deák Géza Novák István Nyíregyházi VSSC                        | 1:26,1     | Bagyura József Hirth Mihály Magyar Gyula Tatár István Bp. Honvéd               | 1:26,2     | Kovács Gyula Nagy Tibor Salánki József Babály László Debreceni MTE        | 1:26,4     |
| 4 × 400 m              | Novák István Fáklya Tibor Szemeti Gyula Deák Géza Nyíregyházi VSSC                       | 3:13,1     | Rusznák Sándor Árva István Zsinka András Hornyacsek Nándor Újpesti Dózsa       | 3:14,6     | Kónya Mihály Hirth Mihály Lengyel János Magyar Gyula Bp. Honvéd           | 3:14,7     |
| 4 × 800 m              | Hrenek János Ötvös Imre Deák Nagy Imre Horváth Béla Ferencvárosi TC                      | 7:20,6     | Bottlik Béla Tóth Lajos Zsinka András Zemen János Újpesti Dózsa                | 7:31,0     | Kiss István Tóth István Smudla Mihály Csoma Ferenc MAFC                   | 7:38,1     |
| 4 × 1500 m             | Hrenek János Ötvös Imre Deák Nagy Imre Horváth Béla Ferencvárosi TC                      | 15:11,8    | Tarnóczky György Kerékjártó István Zsinka András Zemen János Újpesti Dózsa     | 15:24,9    | Szekeres János Molnár Gábor Sinkó György Kapcsos Tamás Bp. Honvéd         | 15:35,5    |
| 110 m gát              | Milassin Lóránd Bp. Honvéd                                                               | 14,48      | Bodó Béla Debreceni MTE                                                        | 14,62      | Bognár László SZEOL                                                       | 14,66      |
| 400 m gát              | Árva István Újpesti Dózsa                                                                | 51,47      | Aradi János BVSC                                                               | 52,87      | Kövesdi István Ózdi Kohász                                                | 53,12      |
| 3000 m akadály         | Kocsis László Diósgyőri VTK                                                              | 8:44,8     | Mester János Debreceni MTE                                                     | 8:45,7     | Szénégető István Kazincbarcikai Vegyész                                   | 8:49,7     |
| 20 km gyaloglás        | Sátor László Bp. Honvéd                                                                  | 1:31:27,8  | Grandpierre Csaba Szegedi VSE                                                  | 1:32:39,2  | Tábori János Bp. Honvéd                                                   | 1:32:49,6  |
| 50 km gyaloglás        | Sátor László Bp. Honvéd                                                                  | 4:17:38,6  | Grandpierre Csaba Szegedi VSE                                                  | 4:19:58,4  | Dalmati János Bp. Honvéd                                                  | 4:21:30,4  |
| magasugrás             | Major István Bp. Honvéd                                                                  | 223 cm     | Kelemen Endre Újpesti Dózsa                                                    | 221 cm     | Jámbor József TFSE                                                        | 210 cm     |
| távolugrás             | Parti Tibor Nagykanizsai Olajbányász                                                     | 777 cm     | Szenczi László Dunaújvárosi Kohász                                             | 763 cm     | Kandár Tibor Nagykanizsai Olajbányász                                     | 761 cm     |
| hármasugrás            | Katona Gábor Bp. Honvéd                                                                  | 16,15 m    | Cziffra Zoltán Bp. Honvéd                                                      | 16,05      | Bakosi Béla Nyíregyházi VSSC                                              | 15,72 m    |
| rúdugrás               | Makó Ernő Bp. Spartacus                                                                  | 520 cm     | Veisz János Bp. Honvéd                                                         | 510 cm     | Franke László Bp. Honvéd                                                  | 510 cm     |
| súlylökés              | Faragó János Diósgyőri VTK                                                               | 18,76 m    | Szabó László Videoton                                                          | 18,09 m    | Varga Mihály TFSE                                                         | 17,23 m    |
| diszkoszvetés          | Tégla Ferenc Újpesti Dózsa                                                               | 62,02 m    | Fejér Géza Bp. Honvéd                                                          | 61,56      | Szegletes Ferenc Bp. Építők                                               |            |
| gerelyhajítás          | Paragi Ferenc Csepel SC                                                                  | 89,50 m    | Boros Sándor Újpesti Dózsa                                                     | 85,58 m    | Németh Miklós Bp. Vasas                                                   | 84,74 m    |
| kalapácsvetés          | Tamás Gábor Soroksári VOSE                                                               | 69,78 m    | Encsi István Bp. Építők                                                        | 68,08 m    | Kumor Péter Csepel SC                                                     | 65,98 m    |
| tízpróba               | Kiss Árpád Újpesti Dózsa                                                                 | 7662       | Sepsy András MTK-VM                                                            | 7504       | Damm József Csepel SC                                                     | 7150       |
| maraton                | Sinkó György Bp. Honvéd                                                                  | 2:16:30,8  | Szekeres Ferenc Csepel SC                                                      | 2:21:22,2  | Póczos Gyula Diósgyőri VTK                                                | 2:24:23,4  |
| mezei futás (12 km)    | Kerékjártó István Újpesti Dózsa                                                          | 37:48,8    | Szekeres János Bp. Honvéd                                                      | 37:50,8    | Fancsali András Újpesti Dózsa                                             | 37:53,0    |
| csapat 20 km gyaloglás | Sátor László Tábori János Dalmati János Bp. Honvéd                                       | 4:39:27,6  | Grandpierre Csaba Kéri Ferenc Tari János Szegedi VSE                           | 5:01:32,8  | Danovszky Ferenc Jung András Patai Sándor Bp. Építők                      | 5:15:42,2  |
| csapat 50 km gyaloglás | Sátor László Dalmati János Tábori János Bp. Honvéd                                       | 13:21:30,8 | Danovszky Ferenc Jung András Patai Sándor Bp. Építők                           | 14:15:55,8 | Lányi Lajos Márton Attila Riskó István MÁVAG                              | 15:35:07,6 |
| csapat 5000 m          | Horváth Béla Pfeffer Ottó Deák Nagy Imre Szatmári Sándor Bikszádi György Ferencvárosi TC | 69         | Fancsali András Kerékjártó István Zsinka András Tarnóczky György Újpesti Dózsa | 73         | Szekeres Ferenc Játékos Zoltán Bula Ferenc Babinyecz József Csepel SC     | 95         |
| csapat maraton         | Póczos Gyula Bán György Mecser Lajos Diósgyőri VTK                                       | 7:34:12,2  | Szekeres Ferenc Babinyecz József Mocsári Endre Csepel SC                       | 7:51:42,0  | Illés Antal Tóth Lajos Tóth Béla MAFC                                     | 7:58:28,2  |
| csapat mezei futás     | Szekeres Ferenc Kárai Kázmér Játékos Zoltán Babinyecz József Csepel SC                   | 36         | Kerékjártó István Fancsali András Tarnóczky György Máté Újpesti Dózsa          | 74         | Pfeffer Ottó Hrenek János Szatmári Sándor Bikszádi György Ferencvárosi TC | 89         |

### Nők
| Versenyszám        | Arany                                                              | Arany   | Ezüst                                                                         | Ezüst   | Bronz                                                                      | Bronz   |
| ------------------ | ------------------------------------------------------------------ | ------- | ----------------------------------------------------------------------------- | ------- | -------------------------------------------------------------------------- | ------- |
| 100 m              | Szabó Ildikó Nyíregyházi VSSC                                      | 12,06   | Könye Irma Bp. Honvéd                                                         | 12,14   | Lukics Ildikó Bp. Honvéd                                                   | 12,46   |
| 200 m              | Szabó Ildikó Nyíregyházi VSSC                                      | 23,76   | Könye Irma Bp. Honvéd                                                         | 24,06   | Séfer Rozália Szombathelyi Haladás                                         | 24,14   |
| 400 m              | Forgács Judit Bp. Honvéd                                           | 53,44   | Séfer Rozália Szombathelyi Haladás                                            | 53,74   | Pál Ilona Hatvani Kinizsi                                                  | 53,75   |
| 800 m              | Lipcsei Irén Debreceni MTE                                         | 2:04,4  | Váczi Éva Csepel SC                                                           | 2:06,4  | Lázár Magdolna Debreceni EAC                                               | 2:06,8  |
| 1500 m             | Lázár Magdolna Debreceni EAC                                       | 4:19,2  | Völgyi Zsuzsa Ferencvárosi TC                                                 | 4:19,7  | Babinyecz Józsefné Csepel SC                                               | 4:22,0  |
| 3000 m             | Völgyi Zsuzsa Ferencvárosi TC                                      | 9:20,2  | Csipán Borbála Bp. Honvéd                                                     | 9:23,7  | Lázár Magdolna Debreceni EAC                                               | 9:25,6  |
| 4 × 100 m          | Vastagh Hedvig Kósa Erika Baumann Gizella Orosz Irén Újpesti Dózsa | 46,8    | Ziegner Anikó Pap Mária Lukics Ildikó Könye Irma Bp. Honvéd                   | 46,9    | Suhaj Margit Petrika Ibolya Krizsanyik Mária Szabó Ildikó Nyíregyházi VSSC | 47,2    |
| 4 × 200 m          | Mohácsi Éva Forgács Judit Lukics Ildikó Könye Irma Bp. Honvéd      | 1:37,0  | Suhaj Margit Petrika Ibolya Krizsanyik Mária Szabó Ildikó Nyíregyházi VSSC    | 1:39,6  | Vastagh Hedvig Kósa Erika Baumann Gizella Orosz Irén Újpesti Dózsa         | 1:39,9  |
| 4 × 400 m          | Lukics Ildikó Csipán Borbála Mohácsi Éva Könye Irma Bp. Honvéd     | 3:45,8  | Virágh Szilvia Horváth Janka Csonka Ildikó Séfer Rozália Szombathelyi Haladás | 3:48,1  | Kakukk Olga Várhalmi Ilona Boros Andrea Lázár Magdolna Debreceni EAC       | 3:51,9  |
| 4 × 800 m          | Völgyi Zsuzsa Fessler Zsuzsa Pólya Éva Pomázi Irén Ferencvárosi TC | 8:57,1  | Váczi Éva Czene Zsuzsa Diószegi Éva Babinyecz Józsefné Csepel SC              | 9:02,5  | Batthyányi Kovács Mária Szűcs Kornélia Lipcsei Irén Debreceni MTE          | 9:16,6  |
| csapat 3000 m      | Völgyi Zsuzsa Fessler Zsuzsa Pomázi Éva Ferencvárosi TC            | 12      | Jakab Erzsébet Héring Katalin Molnár Gizella Bp. Honvéd                       | 28      | Szenteleki Sára Pócza Ildikó Baranyai Ágnes Bp. Építők                     | 36      |
| 100 m gát          | Balogh Katalin Zalaegerszegi TE                                    | 14,15   | Balatoni Anna BEAC                                                            | 14,19   | Bartha Angéla MTK-VM                                                       | 14,23   |
| 400 m gát          | Mohácsi Éva Bp. Honvéd                                             | 58,12   | Benes Dorottya BVSC                                                           | 1:00,22 | Németh Ilona Bp. Spartacus                                                 | 1:00,53 |
| magasugrás         | Mátay Andrea MAFC                                                  | 185 cm  | Éger Zsuzsa TFSE                                                              | 183 cm  | Gubán Gabriella Pécsi MSC                                                  | 178 cm  |
| távolugrás         | Szabó Ildikó Nyíregyházi VSSC                                      | 638 cm  | Papp Margit Csepel SC                                                         | 627 cm  | Pap Mária Bp. Honvéd                                                       | 615 cm  |
| súlylökés          | Armuth Edit Ferencvárosi TC                                        | 16,50 m | Menyhárt Kriszta Bp. Honvéd                                                   | 16,13 m | Horváth Viktória Szombathelyi Haladás                                      | 15,45 m |
| diszkoszvetés      | Herczeg Ágnes Csepel SC                                            | 57,64 m | Varga Gabriella Bp. Honvéd                                                    | 53,94 m | Kárai Márta Szentesi Vízmű                                                 | 50,04 m |
| gerelyhajítás      | Vágási Aranka Bp. Építők                                           | 56,06 m | Janák Mária Bajai SK                                                          | 55,94 m | Fekete Viktória Újpesti Dózsa                                              | 54,72 m |
| ötpróba            | Papp Margit Csepel SC                                              | 4355    | Szabó Ildikó Nyíregyházi VSSC                                                 | 4193    | Balatoni Anna BEAC                                                         | 4124    |
| mezei futás (3 km) | Lázár Magdolna Debreceni EAC                                       | 10:19,0 | Völgyi Zsuzsa Ferencvárosi TC                                                 | 10:21,0 | Csipán Borbála Bp. Honvéd                                                  | 10:25,6 |
| csapat mezei futás | Völgyi Zsuzsa Pólya Éva Fessler Zsuzsa Ferencvárosi TC             | 35      | Babinyecz Józsefné Váczi Éva Diószegi Éva Csepel SC                           | 49      | Csipán Borbála Mohácsi Éva Héring Katalin Bp. Honvéd                       | 52      |

## Magyar atlétikai csúcsok
- n. 300 m 22.8 ocs. Balogh Györgyi Vasas Pozsony 8. 1.
- 30 km gyaloglás 2:17:22.8 ocs. Stankovics Imre BEAC Budapest 4. 24. (pálya)
- 2 órás gyaloglás 26.535 km ocs. Stankovics Imre BEAC Budapest 4. 24. (pálya)
- 4 × 800 m 7:20.6 ocs. FTC férfi csapat (Horváth, Deák-Nagy, Ötvös, Hrenek) Budapest 5. 29.